# Liste des châteaux de Saône-et-Loire
Cet article recense de manière non exhaustive les châteaux (de défense ou d'agrément), maisons fortes, mottes castrales, situés dans le département français de Saône-et-Loire. Il est fait état des inscriptions et classements au titre des monuments historiques.

## Liste
| Icône            | Signification    | Abréviations             | Abréviations                  | Abréviations             | Abréviations           |
| ---------------- | ---------------- | ------------------------ | ----------------------------- | ------------------------ | ---------------------- |
| Château fort     | Château fort     | = Bastide                | = Ferme fortifiée             | = Maison forte           | = (Néo-)Palladianisme  |
| Renaissance      | Renaissance      | = Château gascon         | = Folie (montpelliéraine)     | = Manoir, Gentilhommière | = Résidence épiscopale |
| Domaine viticole | Domaine viticole | = Classicisme, classique | = Forteresse, fort(ification) | = Maison (noble)         | = Style Beaux-Arts     |
| Palais           | Palais           | = Commanderie            | = Gothique (flamboyant)       | = Néo-baroque            | = Style Second Empire  |
| Ruine ou disparu | Ruine, disparu   | = Château pinardier      | = Hôtel particulier           | = Néo-classique          | = Style italianisant   |
|                  |                  | = Demeure seigneuriale   | ... = Style Louis XII...XVI   | = Néo-gothique           | = Style troubadour     |
|                  |                  | = Éclectisme             | = Logis (seigneurial)         | = Néo-Renaissance        | = Villa (de Nice)      |
| Baroque, rococo  | Baroque, rococo  | = Édifice religieux      | = Motte castrale/féodale      | = Pavillon de chasse     | = Styles du XXe siècle |

| Type                                               | Château                                                 | Commune                                   | Protection | Notes | Coordonnées                 | Illustration          |
| -------------------------------------------------- | ------------------------------------------------------- | ----------------------------------------- | --- | --- | --------------------------- | --------------------- |
| Motte castrale ou féodale · Classicisme, classique | Château d'Allerey                                       | Allerey-sur-Saône                         | Inscrit MH (2008) · Notice no PA71000047 · Notice no IA71000392                                                                                       | XIIIe et XVIIe siècles | 46° 54′ 22″ N, 4° 59′ 05″ E |                       |
| Château fort · Classicisme, classique              | Château d'Arcy                                          | Vindecy                                   | Inscrit MH (1983) · Notice no PA00113528 | XVe et XVIIe siècles | 46° 20′ 20″ N, 4° 00′ 34″ E |                       |
| Néo-classique                                      | Château de l'Arvolot                                    | Boyer                                     | | XIXe siècle | 46° 36′ 37″ N, 4° 55′ 17″ E |                       |
| Baroque, rococo                                    | Château d'Audour                                        | Dompierre-les-Ormes                       | Inscrit MH (1971) · Notice no PA00113270 | XVIIIe siècle | 46° 20′ 23″ N, 4° 29′ 16″ E |                       |
| Château fort                                       | Château de Balleure                                     | Étrigny                                   | Inscrit MH (1941) · Notice no PA00113274 | XIVe siècle | 46° 34′ 42″ N, 4° 48′ 02″ E |                       |
| Château fort                                       | Château de Ballore                                      | Ballore                                   | | Moyen Âge | 46° 32′ 11″ N, 4° 22′ 38″ E |                       |
| Château fort                                       | Château du Banchet (de la Magdeleine)                   | Châteauneuf                               | Inscrit MH (2001) · Notice no PA71000020 | XIVe et XVe siècles, XVIe et XVIIIe siècles, XIXe siècle | 46° 12′ 44″ N, 4° 15′ 20″ E |                       |
| Classicisme, classique                             | Château de Beaulieu                                     | Varennes-lès-Mâcon                        | Inscrit MH (1992) · Notice no PA00113564 | XVIIe siècle | 46° 16′ 39″ N, 4° 47′ 30″ E |                       |
| Maison forte · Château fort                        | Château de Beaurepaire-en-Bresse                        | Beaurepaire-en-Bresse                     | Classé MH (1997) · Notice no PA71000004 | XIIIe et XVe siècles, XVIIIe et XIXe siècles | 46° 40′ 02″ N, 5° 22′ 58″ E |                       |
| Château fort                                       | Château de Berzé                                        | Berzé-le-Châtel                           | Classé MH (1983) · Notice no PA00113115 | XIe et XIIe siècles, XIVe et XVe siècles, visitable | 46° 23′ 06″ N, 4° 41′ 19″ E |                       |
| Château fort · Classicisme, classique              | Château de Besanceuil                                   | Bonnay                                    | Inscrit MH (2008) · Notice no PA71000048 | XIVe siècle, XVIIe et XVIIIe siècles | 46° 32′ 47″ N, 4° 36′ 22″ E | Château de Besanceuil |
| Classicisme, classique                             | Château de Besseuil                                     | Clessé                                    | | XVIIe siècle | 46° 25′ 04″ N, 4° 49′ 12″ E |                       |
| Château fort                                       | Château de Bissy-sur-Fley (Château de Tyard)            | Bissy-sur-Fley                            | Inscrit MH (1932) · Notice no PA00113117 · Maisons des Illustres Notice no MI203                                                                      | XVe et XVIe siècles, extérieurs et Cour Accessibles au public | 46° 39′ 48″ N, 4° 37′ 19″ E |                       |
| Château fort · Renaissance                         | Château de la Bouthière                                 | Saint-Léger-sous-Beuvray                  | | Moyen Âge, XVIe siècle, non visitable | 46° 55′ 58″ N, 4° 05′ 47″ E |                       |
| Château fort · Néo-gothique                        | Château de Boutavant                                    | Cortambert                                | Inscrit MH (2015) · Notice no PA71000075 | XIIIe et XIVe siècles, XVIIIe et XIXe siècles | 46° 28′ 21″ N, 4° 42′ 51″ E |                       |
| Château fort · Ruine ou disparu                    | Château de Brancion                                     | Martailly-lès-Brancion                    | Classé MH (1977) · Notice no PA00113344 | XIIe et XIVe siècles, visitable | 46° 32′ 49″ N, 4° 47′ 52″ E |                       |
| Château fort                                       | Château de Brandon                                      | Saint-Pierre-de-Varennes                  | Inscrit MH (1975) · Notice no PA00113453 | XIIe et XVIIIe siècles, visitable | 46° 51′ 01″ N, 4° 28′ 52″ E |                       |
| Château fort · Néo-Renaissance                     | Château de Bresse-sur-Grosne                            | Bresse-sur-Grosne                         | Inscrit MH (1983) · Notice no PA00113133 | XIVe et XVIe siècles, XVIIe et XIXe siècles | 46° 35′ 33″ N, 4° 44′ 28″ E |                       |
| Renaissance                                        | Château du Breuil                                       | Gueugnon                                  | | XVIIe siècle | 46° 34′ 50″ N, 4° 02′ 17″ E | Defaut.svg            |
| Château fort · Classicisme, classique              | Château du Breuil                                       | Le Breuil                                 | | XVIIe siècle | 46° 47′ 38″ N, 4° 28′ 53″ E |                       |
| Château fort · Classicisme, classique              | Château de Buffières                                    | Montbellet                                | Inscrit MH (1992) · Notice no PA00113561 | XVe et XVIIe siècles | 46° 28′ 20″ N, 4° 52′ 11″ E |                       |
| Classicisme, classique                             | Château de Buis                                         | Chissey-en-Morvan                         | Inscrit MH (1992) · Notice no PA00113562 | XVIIIe siècle | 47° 08′ 12″ N, 4° 12′ 54″ E |                       |
| Château fort · Renaissance                         | Château de Burnand                                      | Burnand                                   | | XVe et XVIe siècles | 46° 35′ 42″ N, 4° 37′ 47″ E |                       |
| Motte castrale ou féodale · Maison forte           | Château de Bussière                                     | La Tagnière                               | Inscrit MH (1996) · Notice no PA71000003 | XVIIe siècle | 46° 49′ 29″ N, 4° 11′ 52″ E |                       |
|                                                    | Château de Chaintré                                     | Crêches-sur-Saône                         | | | 46° 15′ 27″ N, 4° 46′ 34″ E |                       |
|                                                    | Château de Chamilly                                     | Chamilly                                  | Inscrit MH (2015) · Notice no PA71000074 | XVIIe siècle | 46° 52′ 11″ N, 4° 41′ 15″ E |                       |
| Château fort                                       | Château de Champforgeuil                                | Champforgeuil                             | | XIIIe siècle | 46° 49′ 08″ N, 4° 50′ 08″ E |                       |
| Classicisme, classique                             | Château de Champignolle                                 | La Tagnière                               | Inscrit MH (1976) · Notice no PA00113484 | XVIIe siècle | 46° 47′ 42″ N, 4° 12′ 34″ E |                       |
| Ruine ou disparu                                   | Tour de Champiteau                                      | Saint-Firmin                              | | | 46° 51′ 49″ N, 4° 27′ 34″ E |                       |
|                                                    | Château de Champsigny                                   | Saint-Léger-du-Bois                       | | | 47° 01′ 35″ N, 4° 24′ 14″ E |                       |
|                                                    | Château de Champvent                                    | La Guiche                                 | | | 47° 01′ 35″ N, 4° 24′ 14″ E |                       |
| Château fort                                       | Château de Champvigy                                    | Saint-Bonnet-de-Vieille-Vigne             | | | 46° 32′ 52″ N, 4° 17′ 20″ E |                       |
| Château fort                                       | Château de La Chapelle-de-Bragny                        | La Chapelle-de-Bragny                     | Classé MH (1974) · Inscrit MH (1974) · Notice no PA00113190                                                                                           | XIIe et XVIe siècles, XIXe siècle | 46° 37′ 58″ N, 4° 46′ 16″ E |                       |
| Château fort                                       | Château de Charles-le-Téméraire                         | Charolles                                 | Inscrit MH (1926) · Notice no PA00113198 | XIIIe et XIVe siècles, XVe siècle | 46° 26′ 08″ N, 4° 16′ 38″ E |                       |
|                                                    | Château de Charmoy                                      | Brion                                     | | | 46° 55′ 09″ N, 4° 13′ 32″ E |                       |
|                                                    | Château de Charnay                                      | Perrigny-sur-Loire                        | | | 46° 31′ 47″ N, 3° 51′ 09″ E |                       |
| Néo-classique                                      | Château de la Chassagne                                 | Saint-Vincent-Bragny                      | Inscrit MH (1999) · Notice no PA71000012 | XIXe siècle | 46° 30′ 58″ N, 4° 07′ 19″ E |                       |
| Château fort · Renaissance · Domaine viticole      | Château de Chasselas                                    | Chasselas                                 | Inscrit MH (1979) · Notice no PA00113204 | XIVe et XVIe siècles, XVIIIe siècle | 46° 16′ 29″ N, 4° 43′ 18″ E |                       |
|                                                    | Château de Chassignole                                  | Bonnay                                    | | | 46° 33′ 19″ N, 4° 39′ 18″ E |                       |
| Château fort                                       | Château de Chassy                                       | Chassy                                    | Inscrit MH (1927, 2012) · Notice no PA00113206 | Privé | 46° 35′ 06″ N, 4° 06′ 52″ E |                       |
|                                                    | Château de Châtenoy                                     | Châtenoy-en-Bresse                        | | | 46° 47′ 23″ N, 4° 54′ 47″ E |                       |
|                                                    | Château de Châtillon                                    | Viré                                      | | | 46° 26′ 59″ N, 4° 50′ 37″ E |                       |
|                                                    | Château de Chauffailles                                 | Chauffailles                              | | | 46° 12′ 07″ N, 4° 20′ 13″ E |                       |
|                                                    | Château de Chaumont                                     | Oyé                                       | Inscrit MH (1990) · Notice no PA00113543 | XVe et XVIIe siècles, XVIIIe siècle | 46° 19′ 58″ N, 4° 12′ 16″ E |                       |
|                                                    | Château de Chaumont                                     | Saint-Bonnet-de-Joux                      | Classé MH (1982, 2017) · Notice no PA00113423 | XVIIe siècle | 46° 29′ 47″ N, 4° 25′ 17″ E |                       |
| Château fort · Ruine ou disparu                    | Château de Chazeu                                       | Laizy                                     | Inscrit MH (1927) · Notice no PA00113309 | Moyen Âge | 46° 53′ 50″ N, 4° 11′ 53″ E |                       |
|                                                    | Château de Chevagny-les-Chevrières                      | Chevagny-les-Chevrières                   | | | 46° 20′ 03″ N, 4° 46′ 30″ E |                       |
| Château fort · Renaissance                         | Château de Chevannes                                    | Saint-Racho                               | Inscrit MH (1977) · Notice no PA00113456 | XVIe siècle | 46° 34′ 42″ N, 4° 48′ 03″ E |                       |
|                                                    | Château de Chevenizet                                   | Nochize                                   | | | 46° 23′ 07″ N, 4° 10′ 39″ E |                       |
| Renaissance                                        | Château de Chevignes                                    | Davayé                                    | | Construction datant, dans son ensemble, du milieu du XVIIe siècle | 46° 18′ 30″ N, 4° 45′ 05″ E |                       |
| Renaissance                                        | Château de Chiseuil                                     | Digoin                                    | | Reconstruit par les Maublanc, barons d'Empire, en 1763, à la place d'un bâtiment plus ancien, remanié au XIXe siècle                                                        | 46° 28′ 26″ N, 4° 00′ 43″ E |                       |
|                                                    | Château de Chissey-en-Morvan                            | Chissey-en-Morvan                         | Inscrit MH (1997) · Notice no PA71000007 | XVe et XVIIIe siècles | 47° 06′ 55″ N, 4° 13′ 32″ E |                       |
| Maison forte · Château fort                        | Château de La Clayette                                  | La Clayette / Curbigny                    | Classé MH (1946, 1950) · Inscrit MH (2002) · Notice no PA00113218 · Notice no PA71000032                                                              | XVe et XVIe siècles, XVIIIe et XIXe siècles, maison forte transformée en château vers 1380 par Philibert de Lespinasse                                                      | 46° 17′ 36″ N, 4° 18′ 21″ E |                       |
| Manoir, gentilhommière                             | Manoir du Colombier                                     | Clermain                                  | | Bâti (ou modifié) au début du XVIIIe siècle |                             |                       |
|                                                    | Château de la Combe                                     | Prissé                                    | | |                             |                       |
| Château fort · Ruine ou disparu                    | Château de Commune                                      | Martigny-le-Comte                         | Classé MH (2012) · Notice no PA71000033 | XIIIe et XIVe siècles | 46° 30′ 24″ N, 4° 19′ 15″ E |                       |
|                                                    | Château de Condemine                                    | Charnay-lès-Mâcon                         | | | 46° 17′ 51″ N, 4° 46′ 46″ E |                       |
| Château fort                                       | Château de Corcelle                                     | Bourgvilain                               | Inscrit MH (1976) · Notice no PA00113129 | XIIIe et XVe siècles, XVIIIe siècle | 46° 21′ 47″ N, 4° 38′ 21″ E |                       |
| Néo-gothique · Styles xxe siècle                   | Château de Corcelles                                    | Charolles                                 | Inscrit MH (2005) · Notice no PA71000040 | XXe siècle |                             |                       |
| Château fort · Classicisme, classique              | Château de Corcheval                                    | Beaubery                                  | Classé MH (1975) · Notice no PA00113110 | Connu dès le XIIe siècle, rebâti au XVIIe siècle, fortement remanié au XIXe siècle                                                                                          | 46° 25′ 17″ N, 4° 24′ 26″ E |                       |
| Renaissance                                        | Château de Cormatin                                     | Cormatin                                  | Classé MH (1862, 1903) · Inscrit MH (1995, 2019) · Notice no PA00113246                                                                               | Visitable, bâti au tout début du XVIIe siècle par Antoine du Blé d'Uxelles, gouverneur de Chalon                                                                            | 46° 32′ 35″ N, 4° 41′ 03″ E |                       |
|                                                    | Château des Correaux                                    | Leynes                                    | | | 46° 16′ 02″ N, 4° 43′ 16″ E |                       |
| Château fort                                       | Château de Couches (Château de Marguerite de Bourgogne) | Couches                                   | Inscrit MH (1996, 2009) · Notice no PA00113248 | Visitable, bâti à partir du XIIe siècle | 46° 51′ 45″ N, 4° 35′ 10″ E |                       |
|                                                    | Château de Crary                                        | Ozolles                                   | | | 46° 22′ 49″ N, 4° 22′ 16″ E |                       |
|                                                    | Château de Croix                                        | Génelard                                  | | | 46° 35′ 04″ N, 4° 13′ 55″ E |                       |
| Château fort                                       | Château de Cruzille                                     | Cruzille                                  | Inscrit MH (1946) · Notice no PA00113254 | Mentionné pour la première fois en 1366 comme possession d'Ardouin de Nanton                                                                                                | 46° 30′ 17″ N, 4° 47′ 33″ E |                       |
| Château fort · Renaissance                         | Château de Cypierre                                     | Volesvres                                 | Inscrit MH (1985) · Notice no PA00113534 | XIVe et XVe siècles, XVIe et XVIIIe siècles | 46° 27′ 38″ N, 4° 11′ 32″ E |                       |
| Classicisme, classique                             | Château de Demigny                                      | Demigny                                   | Inscrit MH (1983, 2002) · Notice no PA00113265 | XVIIIe siècle, visitable | 46° 55′ 28″ N, 4° 50′ 29″ E |                       |
| Style Louis XIV                                    | Château de Digoine                                      | Palinges                                  | Inscrit MH (1986) · Classé MH (1993) · Notice no PA00113380 · Notice no IA71002461 · Notice no IA71000006 · Jardin remarquable · Notice no JAR0000058 | XVIIIe et XIXe siècles | 46° 31′ 55″ N, 4° 12′ 42″ E |                       |
| Château fort · Style troubadour                    | Château de Digoine                                      | Saint-Martin-de-Commune                   | | XIVe et XIXe siècles |                             |                       |
| Château fort · Renaissance                         | Château de Dracy-lès-Couches                            | Dracy-lès-Couches                         | Inscrit MH (2016) · Notice no PA71000081 | Visitable (cellier), château reconstruit en 1547 par Morin de Cromey à la place d'une forteresse datant de 1298                                                             | 46° 53′ 26″ N, 4° 34′ 27″ E |                       |
| Renaissance · Ruine ou disparu                     | Château de Dracy-le-Fort                                | Dracy-le-Fort                             | | Bâti au XVIe siècle vraisemblablement sur des fondations antérieures La présence d'un château fort, dont il reste les ruines d'un donjon, étant attestée dès le XIIe siècle | 46° 47′ 55″ N, 4° 45′ 59″ E |                       |
| Maison forte · Classicisme, classique              | Château de Dracy-Saint-Loup                             | Dracy-Saint-Loup                          | Inscrit MH (2011) · Notice no PA71000056 | Construit au début du XVIIe siècle par le président Jeannin à la place de la maison forte du XIVe siècle dont il ne reste rien                                              | 47° 00′ 46″ N, 4° 20′ 05″ E |                       |
| Classicisme, classique                             | Château de Drée                                         | Curbigny                                  | Classé MH (1959) · Notice no PA00113261 · Jardin remarquable · Notice no JAR0000057                                                                   | Visitable, construction commencée vers 1620 par Charles de Blanchefort de Créquy et poursuivie dans la seconde moitié du XVIIe siècle                                       |                             |                       |
|                                                    | Château de Durtal                                       | Montpont-en-Bresse                        | | |                             |                       |
| Ruine ou disparu                                   | Château de Dyo                                          | Dyo                                       | | | 46° 21′ 19″ N, 4° 16′ 12″ E |                       |
| Classicisme, classique                             | Château de l'Épervière                                  | Gigny-sur-Saône                           | Inscrit MH (1976) · Notice no PA00113284 | XVIIIe siècle |                             |                       |
|                                                    | Château d'Épinac                                        | Épinac                                    | | |                             |                       |
| Château fort                                       | Château d'Épiry                                         | Saint-Émiland                             | Classé MH (1975) · Notice no PA00113427 | Moyen Âge |                             |                       |
| Classicisme, classique                             | Château d'Eschamps                                      | Autun                                     | Inscrit MH (1991) · Notice no PA00113549 | XVIIe siècle | 46° 58′ 13″ N, 4° 16′ 39″ E |                       |
|                                                    | Château d'Escole                                        | Verzé                                     | | | 46° 21′ 52″ N, 4° 43′ 47″ E |                       |
| Renaissance                                        | Château des Essertaux                                   | Bussières                                 | Inscrit MH (1992) · Notice no PA00113559 | XVIe siècle | 46° 19′ 46″ N, 4° 42′ 38″ E |                       |
| Château fort                                       | Château d'Estours                                       | Crêches-sur-Saône                         | Inscrit MH (1984, 2018) · Notice no PA00113250 | XVe et XVIe siècles, XVIIIe siècle | 46° 14′ 27″ N, 4° 47′ 24″ E |                       |
| Classicisme, classique                             | Château de la Ferté                                     | Saint-Ambreuil                            | Classé MH (1993) · Notice no PA00113415 | XVIIe et XVIIIe siècles, ancienne abbaye cistercienne, visitable |                             |                       |
|                                                    | Château de Fleurville                                   | Fleurville                                | | | 46° 26′ 39″ N, 4° 52′ 49″ E |                       |
|                                                    | Château de Fontenay                                     | Fontenay                                  | | | 46° 28′ 36″ N, 4° 18′ 08″ E |                       |
| Classicisme, classique                             | Château de Gergy (du Meix-Berthaud)                     | Gergy                                     | Inscrit MH (2001) · Notice no PA71000024 · Notice no IA71000346                                                                                       | XVIIe siècle | 46° 52′ 27″ N, 4° 57′ 03″ E |                       |
| Renaissance                                        | Château de Germolles                                    | Mellecey                                  | Classé MH (1989) · Inscrit MH (1989) · Notice no PA00113354 · Notice no IA71002167 · Maisons des Illustres · Notice no MI171                          | XIIIe et XIVe siècles, visitable | 46° 48′ 25″ N, 4° 45′ 08″ E |                       |
|                                                    | Château de Gorze                                        | Germolles-sur-Grosne                      | | | 46° 16′ 46″ N, 4° 35′ 08″ E |                       |
|                                                    | Château de Grammont                                     | Lugny-lès-Charolles                       | Inscrit MH (1964) · Notice no PA00113318 | XVIIIe siècle |                             |                       |
|                                                    | Château de Grenod (de Grenaud)                          | Uchizy                                    | Inscrit MH (1976) · Notice no PA00113514 | XIVe siècle | 46° 29′ 48″ N, 4° 52′ 12″ E |                       |
|                                                    | Château de Gros-Chigy                                   | Saint-André-le-Désert                     | Inscrit MH (1967) · Notice no PA00113416 | XVe et XVIe siècles, XVIIe et XVIIIe siècles | 46° 30′ 08″ N, 4° 33′ 32″ E |                       |
| Style Second Empire                                | Château des Hauts                                       | Saint-Bonnet-de-Joux                      | | XIXe siècle | 46° 28′ 45″ N, 4° 28′ 18″ E |                       |
| Maison (noble)                                     | Château d'Hurigny                                       | Hurigny                                   | Inscrit MH (2018) · Notice no PA71000088 | XVIIIe siècle | 46° 21′ 12″ N, 4° 47′ 50″ E |                       |
|                                                    | Château d'Igé                                           | Igé                                       | | |                             |                       |
|                                                    | Château d'Igornay                                       | Igornay                                   | | | 47° 02′ 50″ N, 4° 22′ 07″ E |                       |
|                                                    | Château de Joncy                                        | Joncy                                     | | | 46° 36′ 45″ N, 4° 33′ 35″ E |                       |
| Château fort                                       | Château de Lally                                        | Saint-Léger-du-Bois                       | Inscrit MH (1980) · Notice no PA00113438 | XIVe siècle | 47° 02′ 00″ N, 4° 24′ 57″ E |                       |
|                                                    | Château Lapalus                                         | Sancé                                     | | | 46° 20′ 34″ N, 4° 49′ 31″ E |                       |
|                                                    | Château de Lavernette                                   | Leynes                                    | | |                             |                       |
|                                                    | Château de Layé                                         | Vinzelles                                 | Inscrit MH (2003) · Notice no PA00113530 | XIIIe siècle | 46° 16′ 15″ N, 4° 45′ 41″ E |                       |
|                                                    | Château de Lessard-en-Bresse                            | Lessard-en-Bresse                         | | | 46° 44′ 32″ N, 5° 05′ 21″ E |                       |
|                                                    | Château de Leynes                                       | Leynes                                    | | |                             |                       |
| Château fort · Classicisme, classique              | Château de Loisy                                        | Loisy                                     | Inscrit MH (2007) · Notice no PA71000041 · Notice no IA71002552                                                                                       | XIIe et XVIIe siècles | 46° 34′ 56″ N, 5° 01′ 49″ E |                       |
|                                                    | Château de Lourdon                                      | Lournand                                  | | |                             |                       |
|                                                    | Château de La Loyère                                    | Fragnes-La Loyère                         | | | 46° 50′ 46″ N, 4° 50′ 04″ E |                       |
|                                                    | Château de Lucenier                                     | La Chapelle-au-Mans                       | | | 46° 38′ 25″ N, 3° 59′ 30″ E |                       |
|                                                    | Château de Lugny                                        | Lugny                                     | | | 46° 28′ 21″ N, 4° 48′ 27″ E |                       |
|                                                    | Château de La Marche                                    | Villegaudin                               | Notice no IA71000993 Notice no IA71000994 | XVIIe et XIXe siècles | 46° 47′ 46″ N, 5° 06′ 42″ E |                       |
| Château fort · Renaissance                         | Château de Marcilly-la-Gueurce                          | Marcilly-la-Gueurce                       | Inscrit MH (1993) · Notice no PA00125331 | XVe et XVIe siècles | 46° 23′ 31″ N, 4° 17′ 38″ E |                       |
| Château fort                                       | Château de Marigny                                      | Fleurville                                | Inscrit MH (1941) · Notice no PA00113278 | XIIIe et XVIe siècles |                             |                       |
| Château fort                                       | Château de Marigny                                      | Marigny                                   | Inscrit MH (1990) · Classé MH (1996) · Notice no PA00113541                                                                                           | XIIe siècle | 46° 40′ 18″ N, 4° 27′ 29″ E |                       |
| Néo-Renaissance                                    | Château de Martigny-le-Comte                            | Martigny-le-Comte                         | Inscrit MH (1995) · Notice no PA00135240 | XIXe siècle |                             |                       |
| Renaissance                                        | Château du Martret                                      | Saint-Vallier                             | | |                             |                       |
|                                                    | Château de Maulevrier                                   | Melay                                     | Inscrit MH (1991) · Notice no PA00113545 | | 46° 12′ 26″ N, 3° 59′ 24″ E |                       |
|                                                    | Château de Mercey                                       | Montbellet                                | | | 46° 28′ 53″ N, 4° 52′ 01″ E |                       |
| Château fort                                       | Château de Messey-sur-Grosne                            | Messey-sur-Grosne                         | Inscrit MH (1946) · Notice no PA00113362 | XIIIe et XVe siècles | 46° 38′ 36″ N, 4° 44′ 33″ E |                       |
| Maison (noble)                                     | Château de Milly                                        | Milly-Lamartine                           | Inscrit MH (1979) · Notice no PA00113364 | XVIIIe siècle, visitable, maison natale de Lamartine | 46° 20′ 57″ N, 4° 41′ 51″ E |                       |
|                                                    | Château de Molleron                                     | Vaudebarrier                              | | | 46° 24′ 38″ N, 4° 17′ 41″ E |                       |
| Classicisme, classique                             | Château du Monay                                        | Saint-Eusèbe                              | Inscrit MH (1993) · Notice no PA00125333 | XVIIe siècle | 46° 43′ 12″ N, 4° 25′ 51″ E |                       |
|                                                    | Château de Monceau                                      | Prissé                                    | Inscrit MH (1941) · Notice no PA00113394 | XVIIe et XVIIIe siècles | 46° 20′ 21″ N, 4° 44′ 33″ E |                       |
| Maison (noble)                                     | Maison Monnier                                          | Sigy-le-Châtel                            | Inscrit MH (2009) · Notice no PA71000053 | XVIIIe siècle | 46° 33′ 20″ N, 4° 34′ 36″ E |                       |
| Ruine ou disparu                                   | Château de Montaigu                                     | Mercurey / Saint-Martin-sous-Montaigu     | | | 46° 49′ 29″ N, 4° 42′ 45″ E |                       |
|                                                    | Château de Montcony                                     | Montcony                                  | Inscrit MH (1993) · Classé MH (2001) · Notice no PA00125332                                                                                           | XVe et XIXe siècles | 46° 42′ 04″ N, 5° 17′ 28″ E |                       |
|                                                    | Château de Montcoy                                      | Montcoy                                   | Inscrit MH (1996) · Notice no PA00113369 · Notice no IA71000979                                                                                       | XVIIe et XVIIIe siècles |                             |                       |
| Château fort                                       | Château de Montessus                                    | Changy                                    | Classé MH (2006) · Notice no PA71000036 | XIVe et XVe siècles | 46° 25′ 24″ N, 4° 15′ 13″ E |                       |
| Château fort · Style Second Empire                 | Château du Montet                                       | Palinges                                  | Notice no IA71002440 | XIe et XIXe siècles |                             |                       |
|                                                    | Château de Monthelon                                    | Monthelon                                 | Inscrit MH (1927) · Notice no PA00113370 | XVe siècle | 46° 57′ 39″ N, 4° 13′ 34″ E |                       |
|                                                    | Château de Montjeu                                      | Broye                                     | Inscrit MH (1929) · Classé MH (1958) · Notice no PA00113136                                                                                           | XVIIe siècle | 46° 54′ 09″ N, 4° 17′ 03″ E |                       |
|                                                    | Château du Montot                                       | Oudry                                     | | | 46° 33′ 42″ N, 4° 08′ 58″ E |                       |
|                                                    | Château de Montperroux                                  | Grury                                     | Inscrit MH (2014) · Notice no PA71000069 | XIIe et XIIIe siècles, XVIe siècle | 46° 40′ 58″ N, 3° 56′ 13″ E |                       |
|                                                    | Château de Montvaillant                                 | Clermain                                  | | Rebâti au milieu du XIXe siècle à l'emplacement d'une ancienne maison forte                                                                                                 | 46° 21′ 39″ N, 4° 34′ 55″ E |                       |
| Château fort                                       | Château de Morlet                                       | Morlet                                    | Inscrit MH (2014) · Notice no PA00113371 | XIIIe et XVe siècles, XVIe et XVIIIe siècles, XIXe siècle | 46° 57′ 13″ N, 4° 30′ 32″ E |                       |
|                                                    | Château de Moroges                                      | Moroges                                   | | | 46° 45′ 07″ N, 4° 40′ 34″ E |                       |
| Pavillon de chasse                                 | Château de la Motte                                     | Épervans                                  | Inscrit MH (1995) · Notice no PA00135236 | XVe siècle |                             |                       |
|                                                    | Château de La Motte-Saint-Jean                          | La Motte-Saint-Jean                       | | | 46° 21′ 49″ N, 4° 51′ 02″ E |                       |
|                                                    | Château de Mouhy                                        | Prissé                                    | Notice no IA71002165 | XVIIIe siècle |                             |                       |
| Château fort                                       | Château de Nobles                                       | La Chapelle-sous-Brancion                 | Inscrit MH (1946) · Notice no PA00113191 | XIIe siècle | 46° 32′ 28″ N, 4° 47′ 11″ E |                       |
|                                                    | Château d'Oyé                                           | Oyé                                       | | | 46° 19′ 28″ N, 4° 11′ 28″ E |                       |
| Château fort                                       | Château d'Ozenay                                        | Ozenay                                    | Classé MH (1997, 2005) · Notice no PA00113378 | XVe et XVIe siècles, XVIIe siècle | 46° 32′ 33″ N, 4° 50′ 55″ E |                       |
|                                                    | Château du Parc                                         | Sancé                                     | | | 46° 20′ 14″ N, 4° 50′ 04″ E |                       |
|                                                    | Château des Perrières                                   | Mâcon                                     | | | 46° 19′ 01″ N, 4° 49′ 43″ E |                       |
| Classicisme, classique                             | Château du Petit Montjeu                                | Autun                                     | Inscrit MH (1994) · Notice no PA00132551 | XVIIe siècle |                             |                       |
|                                                    | Château de Pierreclos                                   | Pierreclos                                | Inscrit MH (1984) · Notice no PA00113392 | Visitable | 46° 19′ 48″ N, 4° 41′ 10″ E |                       |
| Château fort · Classicisme, classique              | Château de Pierre-de-Bresse                             | Pierre-de-Bresse                          | Inscrit MH (1945, 1996) · Classé MH (1957, 1997) · Notice no PA00113389 · Notice no M0177                                                             | XVe et XVIIe siècles, XVIIIe et XIXe siècles, visitable (Écomusée) | 46° 52′ 55″ N, 5° 15′ 56″ E |                       |
|                                                    | Château du Pignon blanc                                 | Brion                                     | | | 46° 55′ 09″ N, 4° 13′ 32″ E |                       |
| Château fort · Style troubadour                    | Château du Plessis                                      | Blanzy                                    | Inscrit MH (1993) · Notice no PA00125327 | Château médiéval agrandi par Blaise Quarré à partir de 1744 restauré dans style troubadour au XIXe siècle par le marquis de Beauregard et au début du XXe siècle            | 46° 40′ 43″ N, 4° 24′ 04″ E |                       |
|                                                    | Château de Pommier                                      | Cortevaix                                 | | Bâti vraisemblablement au XVe siècle |                             |                       |
|                                                    | Château de Ponneau                                      | Jully-lès-Buxy                            | Inscrit MH (1995) · Notice no PA00135238 | XVe et XVIIe siècles | 46° 40′ 58″ N, 4° 44′ 01″ E |                       |
|                                                    | Château de Pouilly                                      | Solutré-Pouilly                           | | | 46° 17′ 34″ N, 4° 44′ 19″ E |                       |
|                                                    | Château des Puits                                       | Gourdon                                   | | | 46° 39′ 32″ N, 4° 25′ 31″ E |                       |
|                                                    | Château de Pymont                                       | Boyer                                     | | | 46° 36′ 01″ N, 4° 53′ 44″ E |                       |
|                                                    | Château de Rambuteau                                    | Ozolles                                   | Inscrit MH (2000) · Classé MH (2002) · Notice no PA71000014                                                                                           | XIXe siècle | 46° 21′ 00″ N, 4° 22′ 04″ E |                       |
|                                                    | Château de la Rochette                                  | Saint-Maurice-des-Champs                  | | |                             |                       |
|                                                    | Château de Rosey                                        | Rosey                                     | Inscrit MH (1977) · Notice no PA00113404 | XVIIIe siècle | 46° 44′ 38″ N, 4° 42′ 30″ E |                       |
| Château fort                                       | Château de Rossan                                       | Davayé                                    | Inscrit MH (2017) · Notice no PA71000084 | Centre, au XIVe siècle, de la châtellenie de Davayé | 46° 18′ 15″ N, 4° 44′ 50″ E |                       |
| Château fort                                       | Château de Ruffey                                       | Sennecey-le-Grand                         | Inscrit MH (1946) · Notice no PA00113473 | XIe et XIIIe siècles | 46° 37′ 45″ N, 4° 51′ 04″ E |                       |
| Château fort                                       | Château de Rully                                        | Rully                                     | Inscrit MH (1960) · Notice no PA00113411 | XIVe et XVe siècles, XVIIe et XVIIIe siècles, visitable | 46° 52′ 09″ N, 4° 44′ 07″ E |                       |
|                                                    | Château de Saint-Aubin-sur-Loire                        | Saint-Aubin-sur-Loire                     | Classé MH (1943) · Notice no PA00113418 | XVIIIe siècle, visitable | 46° 34′ 29″ N, 3° 44′ 59″ E |                       |
|                                                    | Château de Sainte-Croix-en-Bresse                       | Sainte-Croix-en-Bresse                    | | | 46° 34′ 19″ N, 5° 14′ 53″ E |                       |
|                                                    | Château de Saint-Huruge                                 | Saint-Huruge                              | | | 46° 34′ 45″ N, 4° 33′ 57″ E |                       |
| Palais                                             | Château Saint-Jean                                      | Mâcon                                     | | XVIIe et XVIIIe siècles | 46° 21′ 49″ N, 4° 51′ 02″ E |                       |
|                                                    | Château de Saint-Léger                                  | Charnay-lès-Mâcon                         | | | 46° 17′ 42″ N, 4° 45′ 57″ E |                       |
|                                                    | Château de Saint-Mauris                                 | Saint-Maurice-de-Satonnay                 | | | 46° 24′ 53″ N, 4° 47′ 09″ E |                       |
|                                                    | Château de Saint-Micaud                                 | Saint-Micaud                              | | | 46° 41′ 15″ N, 4° 32′ 53″ E |                       |
|                                                    | Château de Saint-Point (Château de Lamartine)           | Saint-Point                               | Classé MH (1972, 1989) · Inscrit MH (1989) · Notice no PA00113454 · Maisons des Illustres Notice no MI031                                             | XVIIe et XVIIIe siècles, XIXe siècle, visitable | 46° 20′ 37″ N, 4° 36′ 55″ E |                       |
|                                                    | Château de Saint-Romain-sous-Versigny                   | Saint-Romain-sous-Versigny                | | | 46° 39′ 22″ N, 4° 11′ 13″ E | Defaut.svg            |
| Château fort · Ruine ou disparu                    | Donjon de La Salle                                      | La Salle                                  | Inscrit MH (1991) · Notice no PA00113465 | Xe et XIIIe siècles | 46° 24′ 25″ N, 4° 50′ 46″ E |                       |
| Néo-gothique                                       | Château de La Salle                                     | La Salle                                  | Inscrit MH (1990) · Notice no PA00113548 | XIXe siècle | 46° 24′ 19″ N, 4° 50′ 32″ E |                       |
|                                                    | Château de Salornay                                     | Hurigny                                   | | | 46° 19′ 42″ N, 4° 47′ 18″ E |                       |
|                                                    | Château de Sassangy                                     | Sassangy                                  | | | 46° 43′ 10″ N, 4° 38′ 28″ E |                       |
|                                                    | Château de Sassenay                                     | Sassenay                                  | | | 46° 49′ 50″ N, 4° 55′ 12″ E |                       |
|                                                    | Château du Sauvement                                    | Ciry-le-Noble                             | Inscrit MH (1991) · Notice no PA00113558 | XVe et XVIe siècles | 46° 35′ 06″ N, 4° 19′ 50″ E |                       |
|                                                    | Château de Savianges                                    | Savianges                                 | | | 46° 41′ 15″ N, 4° 36′ 05″ E |                       |
|                                                    | Château de Savigny-sur-Grosne                           | Savigny-sur-Grosne                        | | | 46° 34′ 45″ N, 4° 39′ 54″ E |                       |
|                                                    | Château de Selore                                       | Saint-Yan                                 | Inscrit MH (2007) · Notice no PA71000044 | XVIIe siècle | 46° 23′ 06″ N, 4° 02′ 52″ E |                       |
| Château fort · Ruine ou disparu                    | Château de Semur-en-Brionnais                           | Semur-en-Brionnais                        | Inscrit MH (1971) · Notice no PA00113468 | XIIe siècle | 46° 15′ 46″ N, 4° 05′ 17″ E |                       |
|                                                    | Château de Sennecey-le-Grand                            | Sennecey-le-Grand                         | Inscrit MH (1937) · Notice no PA00113472 | | 46° 38′ 15″ N, 4° 52′ 09″ E |                       |
| Château fort                                       | Château de Sercy                                        | Sercy                                     | Inscrit MH (1974) · Notice no PA00113477 | XIIIe et XIVe siècles, XVe siècle | 46° 36′ 20″ N, 4° 40′ 55″ E |                       |
| Manoir, gentilhommière                             | Château de Sermaizey                                    | Laives                                    | Inscrit MH (1947) · Notice no PA00113306 | XIVe siècle | 46° 38′ 46″ N, 4° 51′ 11″ E |                       |
|                                                    | Château de la Serrée                                    | Curtil-sous-Burnand                       | | Possession de la famille du Boys, du XVe siècle jusqu'au début du XVIe siècle                                                                                               | 46° 34′ 37″ N, 4° 38′ 11″ E |                       |
| Château fort · Ruine ou disparu                    | Château de Sigy-le-Châtel                               | Sigy-le-Châtel                            | | XIe siècle | 46° 33′ 22″ N, 4° 34′ 24″ E |                       |
| Renaissance · Classicisme, classique               | Château de Sully                                        | Sully                                     | Classé MH (1995) · Notice no PA00113483 · Notice no IA71000007                                                                                        | XVIe et XVIIe siècles, XVIIIe et XIXe siècles, visitable | 47° 00′ 39″ N, 4° 28′ 24″ E |                       |
|                                                    | Château de Taisey                                       | Saint-Rémy                                | Inscrit MH (1975) · Notice no PA00113457 | XVIIIe siècle | 46° 46′ 14″ N, 4° 49′ 01″ E |                       |
|                                                    | Château de Terrangeot                                   | Pierre-de-Bresse                          | | |                             |                       |
| Classicisme, classique                             | Château de Terrans                                      | Pierre-de-Bresse                          | Classé MH (1977) · Inscrit MH (1977) · Notice no PA00113390                                                                                           | XVIIIe siècle | 46° 53′ 09″ N, 5° 12′ 58″ E |                       |
| Château fort · Classicisme, classique              | Château du Terreau                                      | Verosvres                                 | Inscrit MH (1984) · Notice no PA00113524 | XIIIe et XIVe siècles, XVIIIe siècle | 46° 24′ 30″ N, 4° 26′ 23″ E |                       |
|                                                    | Château de Terzé                                        | Marcilly-la-Gueurce                       | | | 46° 24′ 09″ N, 4° 17′ 19″ E |                       |
|                                                    | Château du Thil                                         | Chenôves                                  | | | 46° 39′ 45″ N, 4° 40′ 49″ E |                       |
|                                                    | Château de Thoiriat                                     | Crêches-sur-Saône                         | | Bâti entre 1779 et 1787 par Philibert-Joseph de Thy, à côté d'une modeste maison forte aujourd'hui disparue                                                                 | 46° 14′ 38″ N, 4° 46′ 16″ E |                       |
|                                                    | Château de Torcy                                        | Torcy                                     | Inscrit MH (1991) · Classé MH (1992) · Notice no PA00113550                                                                                           | XVIIIe siècle | 46° 46′ 21″ N, 4° 27′ 31″ E |                       |
|                                                    | Château de la Tour de Romanèche                         | Romanèche-Thorins                         | | | 46° 11′ 47″ N, 4° 44′ 54″ E |                       |
|                                                    | Château de la Tour de Sennecey                          | Sennecey-le-Grand                         | | | 46° 38′ 08″ N, 4° 52′ 02″ E |                       |
|                                                    | Château de la Tour du Bost                              | Charmoy                                   | Classé MH (1997) · Notice no PA00135235 | XIIe et XIVe siècles, seul le donjon rectangulaire subsiste | 46° 46′ 54″ N, 4° 20′ 14″ E |                       |
|                                                    | Château de la Tour-Penet                                | Péronne                                   | | | 46° 26′ 29″ N, 4° 48′ 47″ E |                       |
| Renaissance                                        | Château de Tramayes                                     | Tramayes                                  | Inscrit MH (1977) · Notice no PA00113510 | XVIe siècle | 46° 18′ 25″ N, 4° 36′ 11″ E |                       |
| Château fort · Renaissance                         | Château de Trélague                                     | La Tagnière                               | Inscrit MH (1986) · Notice no PA00113485 | XIVe et XVIe siècles | 46° 47′ 03″ N, 4° 13′ 04″ E |                       |
| Château fort · Ruine ou disparu                    | Tour des Ursulines                                      | Autun                                     | Classé MH (1994) · Notice no PA00113104 | XIIe siècle | 46° 56′ 30″ N, 4° 17′ 55″ E |                       |
| Château fort                                       | Château d'Uxelles                                       | Chapaize                                  | | | 46° 33′ 26″ N, 4° 42′ 15″ E |                       |
|                                                    | Château de la Vaivre                                    | Rigny-sur-Arroux                          | | XIXe siècle | 46° 32′ 24″ N, 4° 02′ 59″ E |                       |
| Néo-gothique                                       | Château de Varennes                                     | Charette-Varennes (Varennes-sur-le-Doubs) | Inscrit MH (2021) · Notice no PA71000095 · Notice no IA71001067                                                                                       | XIXe siècle | 46° 55′ 13″ N, 5° 10′ 45″ E |                       |
|                                                    | Château de Vautheau                                     | La Grande-Verrière                        | | | 46° 56′ 44″ N, 4° 09′ 50″ E |                       |
|                                                    | Château de Vauvry                                       | Ciel                                      | | | 46° 51′ 32″ N, 5° 03′ 40″ E |                       |
| Château fort · Néo-classique                       | Château de Vaux-sous-Targe                              | Péronne                                   | Classé MH (2000) · Inscrit MH (2000) · Notice no PA71000015                                                                                           | Moyen Âge, XIXe siècle | 46° 26′ 20″ N, 4° 49′ 01″ E |                       |
|                                                    | Château de Vaux-sur-Aine                                | Azé                                       | | Maison noble mentionnée pour la première fois en 1583 | 46° 25′ 43″ N, 4° 44′ 15″ E |                       |
|                                                    | Château de Venière                                      | Boyer                                     | | | 46° 35′ 52″ N, 4° 54′ 07″ E |                       |
|                                                    | Château de Verneuil                                     | Charnay-lès-Mâcon                         | | | 46° 18′ 36″ N, 4° 46′ 23″ E |                       |
| Palais                                             | Château de la Verrerie                                  | Le Creusot                                | Classé MH (1984) · Inscrit MH (1984) · Notice no PA00113251 · Notice no IA71000004 · Notice no IA71000170 · Notice no M0170                           | XVIIIe et XIXe siècles, XXe siècle, visitable, cristallerie construite de 1784 à 1788, transformée en château au début du XXe siècle                                        | 46° 48′ 19″ N, 4° 25′ 24″ E |                       |
|                                                    | Château de la Vesvre                                    | La Celle-en-Morvan                        | | | 47° 00′ 33″ N, 4° 11′ 24″ E |                       |
| Château fort · Classicisme, classique              | Vieux château de la Vesvre                              | Rigny-sur-Arroux                          | Inscrit MH (2009) · Notice no PA71000050 | XIVe et XVIIe siècles |                             |                       |
|                                                    | Château de Vieux-Château                                | Champlecy                                 | | | 46° 27′ 52″ N, 4° 14′ 11″ E |                       |
|                                                    | Château du Vignault                                     | Bourbon-Lancy                             | Inscrit MH (1978) · Notice no PA00113124 | XVIIIe siècle | 46° 36′ 02″ N, 3° 45′ 45″ E |                       |
|                                                    | Château de Villargeault                                 | L'Abergement-Sainte-Colombe               | Notice no IA71001242 | Petit château reconstruit en 1888 après avoir abattu les ruines de l'ancienne demeure                                                                                       | 46° 45′ 39″ N, 5° 02′ 18″ E |                       |
|                                                    | Château de la Villeneuve                                | La Genête                                 | | | 46° 33′ 30″ N, 5° 03′ 12″ E |                       |
| Château fort · Classicisme, classique              | Château de Vinzelles                                    | Vinzelles                                 | Inscrit MH (2003) · Notice no PA00113530 | XIIIe et XVIIe siècles, XVIIIe siècle | 46° 16′ 15″ N, 4° 45′ 41″ E |                       |
|                                                    | Château de Visigneux                                    | Lucenay-l'Évêque                          | Inscrit MH (1990) · Notice no PA00113540 | XIXe siècle | 47° 05′ 26″ N, 4° 16′ 12″ E |                       |
| Château fort · Classicisme, classique              | Château du Vouchot                                      | La Grande-Verrière                        | Inscrit MH (1995) · Notice no PA00135237 | XVe et XVIIe siècles, XVIIIe et XIXe siècles | 46° 57′ 56″ N, 4° 08′ 29″ E |                       |